# 豊田市立小原中部小学校
豊田市立小原中部小学校（とよたしりつ おばらちゅうぶしょうがっこう）は、愛知県豊田市遊屋町にある公立小学校。

## 校区
- 豊田市の北部の岩下町、永太郎町、大ケ蔵連町、小原大倉町、小原北町、小原田代町、柏ヶ洞町、上仁木町、苅萱町、北大野町、雑敷町、下仁木町、川見町、東郷町、西丹波町、平岩町、前洞町、松名町、宮代町、遊屋町が校区である。公立中学校に進学する場合は豊田市立小原中学校へ進学する [1]。
- 旧・西加茂郡小原村の小学校であり、1978年に簗平小学校、福原小学校、清原小学校を統合し新設された。

## 沿革

### 小原村立簗平小学校
現在の愛知県豊田市簗平町神田に設置されていた小学校。
- 1872年（明治5年） - 平畑村に郷学校として平畑郷学校として開校。
- 1873年（明治6年） - 第62番小学平畑学校に改称する。
- 1887年（明治20年） - 市場学校に統合される。
- 1889年（明治22年）10月1日 - 西細田村、市場村、大坂村、大草村、鍛冶屋敷村、李村、百月村、簗平村、川下村、日面村、平畑村、榑俣村が合併し、本城村が発足。
- 1902年（明治35年） - 市場学校簗平分教場を設置する。
- 1906年（明治39年）7月1日 - 豊原村、福原村、清原村、本城村が合併し、小原村が発足。
- 1907年（明治40年） - 独立し、小原村第五尋常小学校に改称する。
- 1919年（大正8年） - 農業補習学校を附設する。
- 1924年（大正13年）12月 - 校舎を増築する。
- 1941年（昭和16年）4月1日 - 小原第五国民学校に改称する。
- 1947年（昭和22年）4月1日 - 小原村立第五小学校に改称する。
- 1948年（昭和23年）4月1日 - 小原村立簗平小学校に改称する。
- 1978年（昭和53年）3月 - 廃校。

### 小原村立福原小学校
現在の愛知県豊田市雑敷町東門84に設置されていた小学校。跡地は小原北部生活改善センターとなっている。
- 1872年（明治5年） - 川見村に郷学校として川見郷学校として開校。
- 1873年（明治6年） - 第2大学区第9学区第65番小学川見学校に改称する。
- 1879年（明治12年） - 第21番小学川見学校に改称する。
- 1887年（明治20年） - 尋常小学川見学校に改称する。
- 1889年（明治22年）10月1日 - 上仁木村、東市野々村、北村、川見村、柏ヶ洞村、雑敷村、前洞村、大ヶ蔵連村、小村、田代村が合併し、福原村が発足。同時に福原村立尋常小学校に改称する。
- 1906年（明治39年）7月1日 - 豊原村、福原村、清原村、本城村が合併し、小原村が発足。
- 1907年（明治40年） - 小原村第二尋常小学校に改称する。
- 1909年（明治42年） - 高等科を設置し、小原村第二尋常高等小学校に改称する。
- 1915年（大正4年） - 校舎を増築する。
- 1919年（大正8年） - 農業補習学校を附設する。
- 1926年（大正15年） - 小原第二農業補習学校、小原青年訓練所第二支部を併設する。
- 1941年（昭和16年）4月1日 - 小原第二国民学校に改称する。
- 1947年（昭和22年）4月1日 - 小原村立第二小学校に改称する。校舎を改築する。
- 1948年（昭和23年）4月1日 - 小原村立福原小学校に改称する。
- 1952年（昭和37年） - 福原小学校へき地集会室が完成する。
- 1978年（昭和53年）3月 - 廃校。

### 小原村立清原小学校
現在の愛知県豊田市松名町太田に設置されていた小学校。
- 1872年（明治5年） - 大倉村に郷学校として大倉郷学校として開校。
- 1873年（明治6年） - 第64番小学大倉学校に改称する。
- 1879年（明治12年） - 第62番小学大倉学校に改称する。
- 1887年（明治20年） - 尋常小学大倉学校に改称する。
- 1889年（明治22年）10月1日 - 永太郎村、松名村、下仁木村、遊屋村、西丹波村、平岩村、宮代村、苅萱村、岩下村、大倉村、北大野村が合併し、清原村が発足。同時に清原村立尋常小学校に改称する。
- 1906年（明治39年）7月1日 - 豊原村、福原村、清原村、本城村が合併し、小原村が発足。
- 1907年（明治40年） - 小原村第三尋常小学校に改称する。
- 1915年（大正4年） - 高等科を設置し、小原村第三尋常高等小学校に改称する。
- 1919年（大正8年） - 農業補習学校を附設する。
- 1923年（大正12年） - 校舎を増築する。
- 1941年（昭和16年）4月1日 - 小原第三国民学校に改称する。
- 1947年（昭和22年）4月1日 - 小原村立第三小学校に改称する。
- 1948年（昭和23年）4月1日 - 小原村立清原小学校に改称する。
- 1978年（昭和53年）3月 - 廃校。

### 豊田市立小原中部小学校
- 1978年（昭和53年）4月 - 簗平小学校、福原小学校、清原小学校を統合し、小原村立小原中部小学校として開校。
- 2005年（平成17年）4月1日 - 小原村が豊田市へ編入される。同時に豊田市立小原中部小学校に改称する。

## 交通アクセス
- とよたおいでんバス小原・豊田線「和紙のふるさと」バス停より徒歩約10分。

## 周辺施設
- 豊田市立小原中学校
- 小原交流館
- 豊田市和紙のふるさと
- 和紙展示館